# Matis Carvalho
Matis Carvalho (* 28. April 1999 in Nantes) ist ein portugiesisch-französischer Fußballtorwart, der beim CO Le Puy unter Vertrag steht.

## Karriere

### Verein
Carvalho entstammt der Jugendakademie des FC Toulouse. In der Saison 2016/17 stand er bereits die ersten Male im Kader der zweiten Mannschaft in der National 3. Dies lief auch in der Folgesaison so. In der Spielzeit 2018/19 spielte er dann schon die ersten Male für die Amateurmannschaft und stand einmal im Kader der Ligue-1-Mannschaft.
Im Juli 2019 wechselte er zu den Profis des HSC Montpellier in die Ligue 1. Bei einer 0:5-Niederlage gegen Paris Saint-Germain wurde er aufgrund einer roten Karte von Dimitry Bertaud als geplanter dritter Torwart eingewechselt und gab somit sein Profidebüt, da der erste Torhüter Jonas Omlin auch gesperrt war. Neben einigen Einsätzen in der viertklassigen Zweitmannschaft war dies sein einziges Spiel in jener Saison. In der Saison 2020/21 kam Carvalho zu keinem Einsatz, stand nur im Kader der Profis. 2021/22 stand er auch wieder in der Ligue 1 im Kader, spielte aber wieder für die Amateure.
Nachdem sein Vertrag in Montpellier im Sommer 2023 ausgelaufen war, schloss er sich Ende September 2023 CO Le Puy aus der viertklassigen Championnat de France Amateur an.

### Nationalmannschaft
Carvalho wurde bereits für Juniorennationalmannschaft Portugals nominiert, kam aber nie zu einem Einsatz.